# Nishiki-e
Nishiki-e (錦絵 (Cẩm hội)) là một loại hình in mộc bản của Nhật Bản; kỹ thuật này được sử dụng chủ yếu trong ukiyo-e. Được phát minh vào những năm 1760, được hoàn thiện và phổ biến bởi nhà in Suzuki Harunobu, người đã xuất bản nhiều tranh vẽ từ năm 1765 đến lúc ông mất vào năm năm sau.

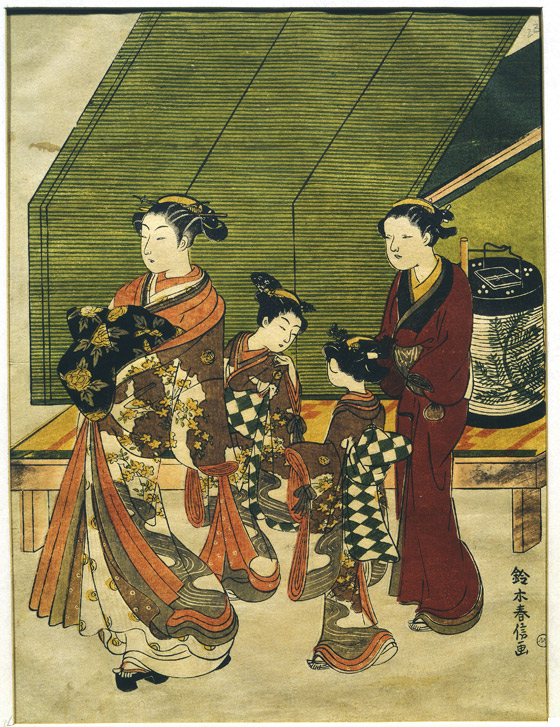
Suzuki Harunobu (khoảng 1724 đến 1770), "Parading Courtesan with Attendants", cuối năm 1760, Nishiki-e (in thổ cẩm) Bảo tàng V & A số. E.1416 Từ1898

Trước đây, hầu hết các tranh vẽ đều có màu đen trắng, được tô màu bằng tay hoặc được tô thêm bằng một hoặc hai khối mực màu. Một bản in nishiki-e được tạo ra bằng cách mỗi một khối màu được khắc một mộc bản riêng cùng với một lớp màu riêng. Một thợ khắc tên Kinroku được ghi nhận với những cải tiến về kỹ thuật, cho phép các khối màu riêng biệt khớp với nhau một cách hoàn hảo trên tranh, tạo ra một bức tranh hoàn chỉnh.
Phong cách và kỹ thuật này còn được gọi là Edo-e (江戸絵 edo-e), lấy từ Edo, tên của Tokyo trước khi trở thành thủ đô.
Parading Courtesan with Attendants là một trong những bức họa sớm xuất hiện với kỹ thuật in màu nishiki-e.

## Thời kỳ Edo
Nishiki-e hay còn gọi Edo-e, hoặc azuma-nishiki-e. Thời kỳ này công nghệ sản xuất của nishiki-e như in màu và hình trở nên dễ dàng hơn. Trở thành một mặt hàng phổ biến trong thời Edo. Do số lượng cửa hàng nishiki-e tăng vọt trong thời gian này, giá của một nishiki-e đã giảm xuống từ 16 đến 32 mon.

## Thời kỳ Minh Trị
Trong thời kỳ Minh Trị, nishiki-e được dùng để minh họa cho thời trang, hàng hóa nhập khẩu, trong các sự kiện, đường sắt và các chủ đề mới khác. "Báo nishiki-e" (新聞錦絵, shinbun nishiki-e) rất phổ biến trong công chúng vào thời kỳ này. Các nhà thiết kế đã tạo ra nishiki-e với các chủ đề được lấy từ các tờ báo như Tōkyō Nichinichi Shinbun hoặc Yūbin Hōchi Shinbun.
In mộc bản trở trên phổ biến và tăng vọt trong Chiến tranh Trung-Nhật lần thứ nhất (1894 Tiết1895), với 3.000 bản in được xuất bản trong 9 tháng này. Những bản in này thường về ca ngợi, tôn vinh quân đội Nhật Bản trong khi chê bai người Trung Quốc. Với màu sắc tươi sáng, bối cảnh đa dạng và giá rẻ đã khiến chúng trở thành một sự lựa chọn tốt hơn so các bức ảnh đen trắng thời đó.

## Thời kỳ Đại Chính
Một trong số các nhà in nổi tiếng nhất Thời kỳ Đại Chính bao gồm Yamamoto Noboru, Ohara Kofun và Sakamaki Kogyo. Nhìn chung, số lượng sản xuất Nishiki-e đã giảm đi rất nhiều so với thời kỳ Minh Trị.